# Othevan
Othevan (in armeno Բայսզ? in inglese Baysz ) è un comune dell'Armenia di 250 abitanti (2009) della provincia di Aragatsotn.